# クリスティアン・ディートリヒ・グラッベ
クリスティアン・ディートリヒ・グラッベ（Christian Dietrich Grabbe, 1801年12月11日 - 1836年9月12日）は、ドイツの劇作家。デトモルト出身。代表作は、『ヘルマンの戦い』など。
ハインリヒ・ハイネらと親交を持ち、才能を期待されていたが、酒に溺れた上に梅毒による進行麻痺に侵され、34歳で死去した。1930年代になって再評価が進んだ。

## 生涯

### 生い立ち
刑務所の看守の息子として生まれた。デトモルトの文法学校の生徒であった16歳で初めて劇作家を志す。国王からの奨学金により、1820 年からライプツィヒで法律を学ぶことができ、1822 年にはベルリンで勉強を続けた。ベルリンでハインリヒ・ハイネと出会う。

### 俳優や演出家の職は得られず
1823年に卒業した後、ドイツの劇場で俳優や演出家の職を得ようとしたが無駄だった。デトモルトに戻り、翌年、法律の国家試験に合格した。デトモルトで弁護士の職を得ようとしても、最初はうまくいかなかった。1826年になって初めて、病気の監査役の後任を無給で引き受け、1828年には有給の後任となった。1829年には、『ドン・ファン』と『ファウスト』が上演され、これが生涯唯一の上演となった。

### アルコール依存症
1831年以降、健康状態が著しく悪化し、アルコール依存症の影響も明らかになった（ゲオルク・ファインは、1828年秋のグラッベのアルコール摂取に特徴的なエピソードを紹介している）。ヘンリエッテ・マイヤーとの婚約は、グラッベがすでに一度断っていたルイーゼ・クリスティアン・クロスターマイヤーの方に戻ったため、マイヤーによって破棄された。
1833年、10歳年上のルイーズ・クリスティアン・クロスターマイヤーと結婚したが、すぐに不幸な結婚となった。1834年、彼は職を辞した。出版社と不仲になったフランクフルト・アム・マインを経由してデュッセルドルフに向かった。そこでボルカー通り6番地に自宅を構えた。
現在、戦後に建てられたリッター通り21の建物には、「この家で詩人Chr. Dietr. Grabbeは1834年から1836年まで苦しみ、苦労した」という当時の滞在を示す石碑がある。そこで彼は、1831年に知り合ったカール・インマーマンと、彼が改築した町の劇場で仕事をした。しかし、この共同作業は、グラッベのうつ病とアルコール中毒のために長くは続かなかった。1836年、彼は再びデトモルトに戻り、妻は離婚を申請した。同年、生まれ故郷で脊椎結核のため死去した。

## 革新的な制作
ゲオルク・ビューヒナーと並んで、グラーベは当時のドイツ語劇の最も重要な革新者であった。彼はシェイクスピアや「シュトゥルム・ウント・ドラング」運動に影響を受けた。大量の場面と急速な場面転換で当時の劇場と舞台技術を酷使した野心的な戯曲で、彼は古典戯曲の厳格な形式をゆるやかにつながった一連の場面に分解し、舞台におけるリアリズムの先駆者となった。彼は戯曲の中で、時に派手な場面を交えながら、幻滅的、悲観的な世界観を作り上げた。
死後、グラッベの作品は忘れ去られ、自然主義や表現主義の戯曲家たちによって再発見された。彼は国家社会主義のもとで国民詩人として崇められ、それによって彼が伝えた反ユダヤ主義的な声明、彼の戯曲（特に『シンデレラ』）における孤立した反ユダヤ的な箇所、彼の素材（特に『ヘルマンシュラハト』）の国民的傾向は、イデオロギー的な参照点となった。特に1930年代には、いくつかの通りがグラッベにちなんで命名された。

## 現代における評価
『ヘルツォーク・テオドール・フォン・ゴートラント』は最も印象的なデビュー作のひとつとされ、その蔓延するニヒリズムで当時すでに衝撃を与えたが、『ナポレオン』や『百日天下』、『ハンニバル』は、現実的で異質な歴史像を伝えるヴォルマルツの重要なドラマとして、今日特に高く評価されている。ジョーク、風刺、皮肉、そして深い意味は、最も効果的なドイツ喜劇のひとつとして、今日でも頻繁に上演されている。
しかし、グラッベは基本的な劇作・演出のルールを意図的に無視したため、彼の戯曲は今日でも上演が難しい。特にナポレオン劇は、登場人物の多さ、変化する場所、映画のような戦闘シーンのために、どのような舞台にとっても大きな難題となっている。2009年秋に開催された第6回GlückAufFest GRAB(B)E！の期間中、ノイエ・ビューネ・ゼンフテンベルク劇場は、数回のシアターナイトで多くの戯曲を上演した。オープニングを飾ったのは、セワン・ラッチニアンの戯曲『Grabbes Grab』。続いて、『Die Hermannsschlacht』、『Hannibal』、『Napoleon oder Die hundert Tage』が様々な劇場（Studio、Seitenmagazin、Zirkuszelt）で上演された。その夜は、ジョーク、風刺、皮肉、そして深い意味で幕を閉じた。
1994年以来、デトモルト市は、グラッベ協会およびリッペ州協会とともに、不定期に新しい劇文学にクリスティアン・ディートリッヒ・グラッベ賞を授与している。

## 作品
- 『ドン・ジュアンとファウスト』育生社、1948年。doi:10.11501/1132187。
  - 『ドン・ジュアンとファウスト』現代思潮社、1967年。doi:10.11501/1698477。
- Herzog Theodor von Gothland. Tragödie, vollendet 1822. Uraufführung Wien 1892.
- Scherz, Satire, Ironie und tiefere Bedeutung. Lustspiel, geschrieben 1822, Änderungen bis 1827. Uraufführung München 1907.
- Nannette und Maria. Melodram, entstanden 1823, Uraufführung Kettwig 1914.
- Marius und Sulla. Dramenfragment, entstanden 1823–1827. Uraufführung Detmold 1936.
- Über die Shakspearo-Manie. Theaterkritische Abhandlung, entstanden 1827.
- Don Juan und Faust. Tragödie, vollendet 1828. Uraufführung Detmold 1829.
- Kaiser Friedrich Barbarossa. Drama, erster Teil des Hohenstaufen-Zyklus, vollendet 1829. Uraufführung Schwerin 1875.
- Kaiser Heinrich VI. Drama, zweiter Teil des Hohenstaufen-Zyklus, vollendet 1829. Uraufführung Schwerin 1875.
- Etwas über den Briefwechsel zwischen Schiller und Goethe. Literaturkritische Abhandlung, geschrieben im Juni 1830, auszugsweise im Druck in Hermann. Ein Centralorgan für Rheinland-Westphalen (21. Juni 1835).
- Napoleon oder Die hundert Tage. Drama, vollendet 1831. (Digitalisat und Volltext - Deutschen Textarchiv) Uraufführung Frankfurt am Main 1895.
- Kosciuszko. Dramenfragment über Tadeusz Kościuszko, entstanden 1835.
- Aschenbrödel. Lustspiel, 1. Fassung vollendet 1829, 2. Fassung vollendet 1835. Uraufführung Detmold 1937.
- Hannibal. Tragödie, vollendet 1835. Uraufführung München 1918.
- Der Cid. Libretto zu einer geplanten Oper von Norbert Burgmüller, entstanden 1835. Uraufführung Loipfing/Isen 2002.[7]
- Die Hermannsschlacht. Drama, entstanden 1835–1836. Uraufführung Freilichtbühne Nettelstedt 1934.
- Briefe. Hg. u. m. e. Nachwort versehen v. Lothar Ehrlich. Aisthesis, Bielefeld 1995.